# Laodice VI
Laodice of Laodike VI (Oudgrieks: Λαοδίκη / Laodíkē) was een dochter van de Seleucidenkoning Antiochus IV.
Herakleides, een verdrevene voormalige "minister van financiën", bracht haar in 153 v.Chr. samen met haar (vermeende) broer Alexander Balas naar Rome, om bij de Senaat steun te winnen voor hun aanspraak op de Seleucidische troon tegen Demetrius I Soter. De reis was voor Alexander Balas en Laodice succesvol: hen werd als kinderen van een bondgenoot van de Romeinen door een senatus consultum een terugkeer met militaire ondersteuning toegekend.
Mogelijk werd Laodice later de echtgenote van Mithridates V van Pontus. Deze hypothese is echter door Felix Staehelin in twijfel getrokken. Als ze evenwel diens echtgenote was, dan baarde ze deze de latere verbitterde vijand van Rome Mithridates VI van Pontus, die zijn moeder na een korte gedeelde regering in de kerker liet doodfolteren of vergiftigen.